# バーボネラ
バーボネラ（英語: Bourbonella）は、バーボン・ウィスキーをベースとするカクテル。
バーボネラは1930年代にイギリス人のバーテンダーであるW.ホイットフィールドが考案したと言われている。

## レシピの例
- バーボン・ウィスキー ： ドライ・ベルモット ： オレンジ・キュラソー ＝ 2：1：1
- グレナデン・シロップ ＝ 1dash

### 作り方
バーボン・ウィスキー、ドライ・ベルモット、オレンジ・キュラソー、グレナデン・シロップを、ミキシング・グラスに入れてステアし、カクテル・グラス（容量75〜90ml程度）に注げば完成である。

### 備考
グレナデン・シロップは、飲む人の好みによって増量することもある。例えば、2dash入れるとするレシピもある。